# Негушко въстание
Негушкото въстание (на гръцки: Επανάσταση της Νάουσας) е въоръжен бунт срещу османската власт, част от Гръцката война за независимост, избухнал през февруари 1822 година в богатия македонски град Негуш. 

## История
На Православна неделя 19 февруари в църквата „Свети Димитър“ в Негуш е издигнато бунтовническото знаме – бяло знаме със Свети Георги. Бунтът е под ръководството на Ангел Гацо от воденското село Саракиново, Анастасиос Каратасос от берското село Добра и негушанина Логотет Зафиракис Теодосиу. Градът и около 100 околни християнски гръцки, български и влашки села за кратко са освободени от османска власт. Въстаниците разбиват 4000 турска армия под командването на Кехая бей, атакуват Бер, но са отблъснати.
Чети, които атакуват Бер
| №   | От жители на                                   | Командир                          | Численост |
| --- | ---------------------------------------------- | --------------------------------- | --------- |
| 1.  | Негуш                                          | Кара Ташо                         | 1200      |
| 2.  | Негуш                                          | Зафиракис Теодосиу                | 1000      |
| 3.  | Негуш                                          | Янакис Каратасос                  | 650       |
| 4.  | Перишор                                        |                                   | 40        |
| 5.  | Държилово                                      |                                   | 120       |
| 6.  | Ошляни                                         |                                   | 50        |
| 7.  | Други планински села                           | Ангел Гацо, Димитър Сугарев       | 250       |
| 8.  | Селата на СЗ от Негуш                          | Михаил Кунцис                     | 160       |
| 9.  | Копаново, Янчища, Вещица, Жервохор             | Аргириос Карабатакис, Чернопетрис | 140       |
| 10. | Дихалеври, Аркудохор, Чорново, Маруша, Скотина | Димитриос Каратасос               | 230       |
| 11. | Саракиново, Техово и други планински села      |                                   | 450       |
| 12. | Горно Шел, Долно Шел, Скотина, Куцуфляни       | разпръснати в различни чети       | 450       |
| 13. | Последни дошли                                 | Диамандис Олимпиос                | 250       |

## Потушаване
Но на 18 април същата година Мехмед Емин паша, известен като Абу Лабуд, с 20 000 души редовна войска и башибозук завзема града след предателство и извършва страшно клане, при което всичките няколко хиляди мъже в града са избити, а жените и децата, отведени като роби в Анадола. Един отряд, начело с Гацо и Каратасос успява да пробие обсадата, но другият лидер на въстанието Зафиракис загива. Защитниците на църквата „Свети Николай“ се взривяват в нея, а тридесет негушанки доброволно се удавят, заедно с децата си във водопада Стумбани на река Арапица, за да не бъдат продадени в робство. Турците вилнеят в града пет дни. Стените му са разрушени и той е изоставен. Около 120 околни гръцки и български села са опожарени – някои от тях, като Добра изчезват завинаги, а други като Държилово променят етническия си състав.
След потушаването на въстанието в Негуш Гацо и Каратасос с около 1200 македонци продължават борбата на юг в Гърция – при Месолонги и в Пелопонес.

## Памет
В 1955 година на Негуш заедно с Месолонги, Сули и Аркади, е дадено почетното прозвище „град герой“.

### Балканските историографии за Негушкото въстание
Гръцката историография разглежда Негушкото въстание като неразделна част от Гръцката революция, дело на македонските гърци, елинофони, „славофони“ и „влахофони“ (вижте гъркомани). Българската историография също смята въстанието за част от Гръцката революция, но подчертава българския произход на един от водачите на въстанието – Ангел Гацо. Новата истриография в Република Северна Македония смята въстанието за „първото македонско въстание“ и разглежда и Гацо и Анастасиос Каратасос, наричан Атанас или Тасе Каратасе, като „етнически македонци“.